# Amazarashi
Amazarashi (in der stilisierten Eigenschreibweise: amazarashi) ist eine japanische Band aus Aomori, die 2007 gegründet wurde. Sie besteht aus Hiromu Akita (Gesang, Gitarre, Songwriter) und Manami Toyokawa (Keyboard). Derzeit unter dem Label Sony Music Japan haben einige ihrer Singles und Alben beachtliche Plätze in den Oricon-Charts erreicht. Ihr Stil zeichnet sich durch Vielfalt aus und lässt sich am ehesten dem Alternative Rock zuordnen.

## Bandprofil

### Bedeutung des Namens und Motivik der Songs
Der aktuelle Name der Band ist eine Stilisierung des japanischen Begriffs amazarashi 雨ざらし, was in etwa so viel wie „Regen verwaschen“, „verwittert“ bedeutet. Erklärt haben die Bandmitglieder diesen Namen mit dem Verlangen, aus einer Perspektive zu komponieren und Texte zu schreiben, die etwas vom Schmerz „Verwittertes“ zum Ausdruck bringt:

„Wir haben die Trauer und Schmerzen, die im Alltag auf einen niederprallen, mit Regen verglichen. Wir sind die, die davon verwittert sind. Beziehungsweise wollen wir aus dieser Perspektive singen“

Den früheren, ganz gegenteilig angelegten Namen, STAR ISSUE, hatten sie damit begründet, mit ihren Liedern in regelmäßigen Abständen – wie eine Zeitschrift, daher „ISSUE“ – positive Gefühle wie Glück und Hoffnung – verstanden als „Licht der Hoffnung“, daher „STAR“ – vermitteln zu wollen.
Die in den Liedern aufgegriffenen Motive sind häufig düsterer Natur und behandeln diverse gesellschaftliche Problematiken wie Einsamkeit, Depression, Exklusion, Verlust der Lebenslust, Tod und Suizid. In vielen Texten lassen sich dabei allerdings positive Botschaften entdecken, indem aus der Perspektive betroffener Personen erzählt wird, die schließlich Hoffnung finden. Andere Lieder scheinen hingegen diese Situationen bis ins Extreme zu führen, um so möglicherweise als Mahnung zu dienen, solche Problematiken nicht zu ignorieren.
Amazarashi, bestehend aus den Mitgliedern Akita Hiromu 秋田弘 und Toyokawa Manami 豊川真奈美, ist erstmals 2007 bei einem Wettbewerb für junge Bands unter dem Namen STAR ISSUE öffentlich aufgetreten. In diesem Wettbewerb erhielten sie den Roland-Preis des gleichnamigen Instrumentenherstellers. Beurteilt wurde die Gruppe STAR ISSUE wie folgt:

„Wir möchten STAR ISSUE, die durch ihre starken Vocals, eine einen Eindruck im Herzen hinterlassende Botschaft, sowie durch Melodien überzeugt haben, zur Preisverleihung gratulieren. Sie haben einen simplen akustischen Stil, aber die Lyrics mit denen sich jeder identifizieren kann, und die ausdrucksstarke Musik sind wirklich großartig.“

Ihr echtes Debüt hat die Gruppe allerdings erst zwei Jahre später, nun mit dem Namen amazarashi あまざらし, im Label Rainbow Entertainment unter Hirata Yukihide 平田幸秀. Hirata war 2008 während einer Kampagne für einen anderen Künstler zu Gast bei einer Radiostation in Aomori, hatte dort ein Lied der Gruppe in einer Sendung über Indie-Künstler gehört und sie daraufhin unter Vertrag genommen.
Ihre erste CD trug den Namen hikari, saikō (光、再考 Licht, Überdenken) und war ein 2009 veröffentlichtes Minialbum. Später im selben Jahr kamen zwei weitere Veröffentlichungen hinzu: zum einen das auf 500 CDs begrenzte Minialbum „amazarashi/0.“(amazarashi rei ten) – inklusive Gedichtsammlung und nummerierter CD – weiterhin ein Gastbeitrag zu dem von einem Film inspirierten Sammelalbum.
2010 Jahr feiert die Band schließlich auch ihr landesweites Debüt mit einer erweiterten Version ihres vorigen Minialbums unter dem Namen „0.6“ (reit ten roku), von nun an unter der bis heute gebräuchlichen Stilisierung amazarashi.
Im selben Jahr wechselt die Gruppe zum Label Sony Entertainment. Aus dieser Zusammenarbeit gingen in diesem Jahr mehrere Minialben und die Mitarbeit an einer ersten Fernsehproduktion sowie schließlich ihr erstes Live-Konzert hervor.
Bis 2015 veröffentlichte amazarashi mehrere Singles und Alben, gab zahlreiche Konzerte und wurde auch für Auftritte auf Festivals in Japan eingeladen, wobei sie sich in japanischen Musikmagazinen einen Namen für ihren poetischen Stil wie auch für ihre harschen und realen Thematiken gemacht haben. Darüber hinaus scheint die Eigenart der Bandmitglieder, ihre Gesichter sowohl in Musikvideos wie auch bei Liveauftritten im Schatten zu verbergen, der Gruppe zu einem mysteriösen Image verholfen zu haben, das in vielen Artikeln über sie aufgegriffen wird.
Auch in den darauffolgenden Jahren lässt sich ein steter Zuwachs an Publikationen und Live-Auftritten beobachten, wobei auch Kollaborationen mit bekannten Musikern und Bands wie Aimer und Asian Kung-Fu Generation stattfanden.
In die breite Öffentlichkeit gerückt, auch in Übersee, ist amazarashi vor allem durch ihre Arbeit für mehrere Anime-Produktionen und ähnliche Zusammenarbeiten. So haben sie das dritte Introlied des Anime My Hero Academia (Sora ni utaeba), das Intro für Rampo Kitan: Game of Laplace (Spīdo to masatsu), sowie die Outrolieder für den Anime Tokyo Ghoul √A (Kisetsu wa tsugitsugi shinde iku) und die Fassung aus dem Jahr 2019 von Dororo (Sayonora gokko) produziert. Weiterhin fand 2017 eine Zusammenarbeit mit den Videospieldirektor und Szenarioautoren Yoko Taro und seinem aktuellsten Spiel NieR: Automata in Form des Liedes und Musikvideos Inochi ni fusawashii statt.

## Diskografie

### Studioalben
| Jahr | Titel Musiklabel | Höchstplatzierung, Gesamtwochen, AuszeichnungChartsChartplatzierungen (Jahr, Titel, Musiklabel, Platzierungen, Wochen, Auszeichnungen, Anmerkungen) | Anmerkungen                             |
| Jahr | Titel Musiklabel | JP | Anmerkungen                             |
| ---- | --- | --- | --------------------------------------- |
| 2011 | Sennen Kōfukuron (千年幸福論) Abhandlung über tausendjähriges Glück Sony Music Entertainment Japan                              | JP12 (5 Wo.)JP | Erstveröffentlichung: 16. November 2011 |
| 2014 | Yūhi Shinkō Higashizumu (夕日信仰ヒガシズム) Abend-Glaube: Die Sonne geht unter Sony Music Entertainment Japan                  | JP12 (5 Wo.)JP | Erstveröffentlichung: 29. Oktober 2014  |
| 2016 | Sekai Shūsoku Ni Ichi Ichi Roku (世界収束二一一六) World Convergence 2116 Sony Music Entertainment Japan                        | JP4 (8 Wo.)JP | Erstveröffentlichung: 24. Februar 2016  |
| 2017 | Chihō Toshi no Memento Mori (地方都市のメメント・モリ) Das Memento mori der ländlichen Großstadt Sony Music Entertainment Japan | JP6 (12 Wo.)JP | Erstveröffentlichung: 13. Dezember 2017 |
| 2020 | Boycott (ボイコット) Boikotto Sony Music Entertainment Japan                                                                    | JP2 (11 Wo.)JP | Erstveröffentlichung: 11. März 2020     |
| 2022 | Nanagō-sen Lost Boys (七号線ロストボーイズ) The Lost Boys of Route 7 Sony Music Entertainment Japan                             | JP4 (6 Wo.)JP | Erstveröffentlichung: 13. April 2022    |
| 2023 | Eienshi (永遠市) The Eternal City Sony Music Entertainment Japan                                                                | JP7 (6 Wo.)JP | Erstveröffentlichung: 25. Oktober 2023  |

### EPs
| Jahr | Titel Musiklabel | Höchstplatzierung, Gesamtwochen, AuszeichnungChartsChartplatzierungen (Jahr, Titel, Musiklabel, Platzierungen, Wochen, Auszeichnungen, Anmerkungen) | Anmerkungen                             |
| Jahr | Titel Musiklabel | JP | Anmerkungen                             |
| ---- | --- | --- | --------------------------------------- |
| 2009 | Hikari, Saikō (光、再考) Licht, Überdenken Rainbow Entertainment                                                           | — | Erstveröffentlichung: 18. Februar 2009  |
| 2009 | 0. Rainbow Entertainment                                                                                                   | — | Erstveröffentlichung: 9. Dezember 2009  |
| 2010 | 0.6 Rainbow Entertainment                                                                                                  | — | Erstveröffentlichung: 10. Februar 2010  |
| 2010 | Bakudan no Tsukurikata (爆弾の作り方) Wie man eine Bombe baut Sony Music Entertainment Japan                               | JP76 (2 Wo.)JP | Erstveröffentlichung: 9. Juni 2010      |
| 2010 | Wan Rūmu Jojishi (ワンルーム叙事詩) One Room Epos Sony Music Entertainment Japan                                           | JP82 (2 Wo.)JP | Erstveröffentlichung: 24. November 2010 |
| 2011 | Anomī (アノミー) Anomie Sony Music Entertainment Japan                                                                     | JP41 (4 Wo.)JP | Erstveröffentlichung: 16. März 2011     |
| 2012 | Rabu Songu (ラブソング) Love Song Sony Music Entertainment Japan                                                           | JP14 (5 Wo.)JP | Erstveröffentlichung: 13. Juni 2012     |
| 2013 | Nē Mama Anata no Iutōri (ねえママ あなたの言うとおり) Du Mama, es ist wie du es gesagt hast Sony Music Entertainment Japan | JP8 (8 Wo.)JP | Erstveröffentlichung: 10. April 2013    |
| 2013 | Anta e (あんたへ) An dich Sony Music Entertainment Japan                                                                   | JP11 (5 Wo.)JP | Erstveröffentlichung: 20. November 2013 |
| 2016 | Kyomubyō (虚無病) Nihilpathie Sony Music Entertainment Japan                                                               | JP6 (6 Wo.)JP | Erstveröffentlichung: 12. Oktober 2016  |
| 2020 | Reiwa Ninen, Uten Kekkō (令和二年、雨天決行) Reiwa Year Twoa, Rain or Shine Sony Music Entertainment Japan                 | JP6 (6 Wo.)JP | Erstveröffentlichung: 16. Dezember 2020 |

### Kompilationen
| Jahr | Titel Musiklabel | Höchstplatzierung, Gesamtwochen, AuszeichnungChartsChartplatzierungen (Jahr, Titel, Musiklabel, Platzierungen, Wochen, Auszeichnungen, Anmerkungen) | Anmerkungen                         |
| Jahr | Titel Musiklabel | JP | Anmerkungen                         |
| ---- | --- | --- | ----------------------------------- |
| 2015 | Amazarashi Senbun no Ichiya Monogatari Sutāraito (あまざらし 千分の一夜物語 スターライト) Amazarashi – The Story of a Thousandth of a Night: Starlight Sony Music Entertainment Japan | JP10 (5 Wo.)JP | Erstveröffentlichung: 13. Mai 2015  |
| 2017 | Message Bottle (メッセージボトル) Messēji Botoru Sony Music Entertainment Japan | JP3 (15 Wo.)JP | Erstveröffentlichung: 29. März 2017 |

### Singles
| Jahr | Titel Album | Höchstplatzierung, Gesamtwochen, AuszeichnungChartsChartplatzierungen (Jahr, Titel, Album, Platzierungen, Wochen, Auszeichnungen, Anmerkungen) | Anmerkungen                             |
| Jahr | Titel Album | JP | Anmerkungen                             |
| ---- | --- | --- | --------------------------------------- |
| 2015 | Kisetsu wa Tsugitsugi Shindeiku (季節は次々死んでいく) Die Jahreszeiten sterben eine nach der anderen Sekai Shūsoku Ni Ichi Ichi Roku | JP11 Gold (Digital) · (12 Wo.)JP | Erstveröffentlichung: 18. Februar 2015  |
| 2015 | Supīdo to Masatsu (スピードと摩擦) Speed und Reibung Sekai Shūsoku Ni Ichi Ichi Roku                                                  | JP14 (7 Wo.)JP | Erstveröffentlichung: 19. August 2015   |
| 2017 | Inochi ni Fusawashii (命にふさわしい) Des Lebens wert Chihō Toshi no Memento Mori                                                     | JP5 (8 Wo.)JP | Erstveröffentlichung: 22. Februar 2017  |
| 2017 | Sora ni Utaeba (空に歌えば) Wenn ich zum Himmel singen würde Chihō Toshi no Memento Mori                                              | JP13 (8 Wo.)JP | Erstveröffentlichung: 6. September 2017 |
| 2017 | Philosophie (フィロソフィー) Firosofī Chihō Toshi no Memento Mori                                                                     | — | Erstveröffentlichung: 20. Oktober 2017  |
| 2018 | Getsuyōbi (月曜日) Montag Boycott | — | Erstveröffentlichung: 12. März 2018     |
| 2018 | Ribingu Deddo (リビングデッド) Living Dead Boycott                                                                                    | JP9 (4 Wo.)JP | Erstveröffentlichung: 7. November 2018  |
| 2019 | Sayonara Gokko (さよならごっこ) Abschiedsspiel Boycott                                                                                | JP9 (12 Wo.)JP | Erstveröffentlichung: 13. Februar 2019  |
| 2021 | Kyōkai-sen (境界線) Border Line Nanagō-sen Lost Boys                                                                                  | JP10 (12 Wo.)JP | Erstveröffentlichung: 17. November 2021 |
| 2023 | Antinomy (アンチノミー) Anchinomī Eienshi                                                                                             | JP10 (8 Wo.)JP | Erstveröffentlichung: 22. Februar 2023  |

### Videoalben
| Jahr | Titel Musiklabel | Höchstplatzierung, Gesamtwochen, AuszeichnungChartsChartplatzierungen (Jahr, Titel, Musiklabel, Platzierungen, Wochen, Auszeichnungen, Anmerkungen) | Anmerkungen                             |
| Jahr | Titel Musiklabel | JP | Anmerkungen                             |
| ---- | --- | --- | --------------------------------------- |
| 2012 | 0.7 Sony Music Entertainment Japan | JP10 (3 Wo.)JP | Erstveröffentlichung: 28. November 2012 |
| 2014 | Anthology 1386 Sony Music Entertainment Japan | JP58 (2 Wo.)JP | Erstveröffentlichung: 26. März 2014     |
| 2015 | Amazarashi Senbun no Ichiya Monogatari Sutāraito (あまざらし 千分の一夜物語 スターライト) Amazarashi – Die Geschichte der tausendjährigen Nacht: Starlight Sony Music Entertainment Japan                        | JP56 (1 Wo.)JP | Erstveröffentlichung: 13. Mai 2015      |
| 2016 | Amazarashi Live Tour 2016 "Sekai Bunki Ni Rei Ichi Roku" (Amazarashi Live Tour 2016「世界分岐二〇一六」) World Divergence 2016 Sony Music Entertainment Japan                                                    | JP17 (3 Wo.)JP | Erstveröffentlichung: 22. Juni 2016     |
| 2017 | Amazarashi 360° Live "Kyomubyō" (Amazarashi 360° Live「虚無病」) Nihilpathie Sony Music Entertainment Japan | JP20 (2 Wo.)JP | Erstveröffentlichung: 21. Juni 2017     |
| 2018 | Amazarashi LIVE "Riron Busō Kaijo" (Amazarashi Live「理論武装解除」) Aufhebung einer Arugementationsbewaffnung Sony Music Entertainment Japan                                                                    | JP4 (3 Wo.)JP | Erstveröffentlichung: 6. Juni 2018      |
| 2019 | Amazarashi LIVE Rōdoku Ensō Jikken Kūkan: Shin Gengo Chitsujo (Amazarashi Live 朗読演奏実験空間 新言語秩序) The Storytelling Musical Performance Experiment: New Logos Order Sony Music Entertainment Japan      | JP4 (3 Wo.)JP | Erstveröffentlichung: 27. März 2019     |
| 2019 | Amazarashi Live Tour 2019 "Mirai ni Narenakatta Subete no Yoru ni" (Amazarashi Live Tour 2019「未来になれなかった全ての夜に」) An jene Nacht, die nicht zur Zukunft werden konnte Sony Music Entertainment Japan | JP7 (3 Wo.)JP | Erstveröffentlichung: 27. November 2019 |
| 2021 | Amazarashi Online Live (末法独唱 雨天決行) Sony Music Entertainment Japan | JP7 (2 Wo.)JP | Erstveröffentlichung: 26. Mai 2021      |
| 2023 | Amazarashi Live Tour 2022 (ロストボーイズ) Sony Music Entertainment Japan | — | Erstveröffentlichung: 5. Juli 2023      |
| 2024 | amazarashi Live Tour 2023 永遠市 Sony Music Entertainment Japan | JP19 (2 Wo.)JP | Erstveröffentlichung: 19. Juni 2024     |

## Musikvideos
| Publikation | Titel                                                                                  | Oricon-Charts                                         |
| ----------- | -------------------------------------------------------------------------------------- | ----------------------------------------------------- |
| 10.02.2010  | Hikari, Saikō 光、再考                                                                 | YKBX                                                  |
| 09.06.2010  | Natsu wo matte imashita 夏を待っていました                                             | YKBX                                                  |
| 24.11.2010  | Christmas クリスマス                                                                   | YKBX                                                  |
| 16.03.2011  | Anomī アノミー                                                                         | YKBX                                                  |
| 16.03.2011  | Kono machi de ikiteiru この街で生きている                                              | 3LDK                                                  |
| 16.11.2011  | Karappo no sora ni tsubusareru 空っぽの空に潰される                                    | Kazuaki Seki 関和亮                                   |
| 16.11.2011  | Furui SF eiga 古いSF映画                                                               | YKBX                                                  |
| 13.06.2012  | Na mo naki hito ナモナキヒト                                                           | YKBX                                                  |
| 13.06.2012  | Love Song                                                                              | YKBX                                                  |
| 10.04.2013  | Jubunairu ジュブナイル                                                                 | YKBX                                                  |
| 10.04.2013  | Seizenbetsu 性善説                                                                     | Yuri Kanchiku 寒竹ゆり                                |
| 20.11.2013  | Anta e あんたへ                                                                        | Kenji Kawasaki 川崎健司                               |
| 09.09.2014  | Starlight                                                                              | –                                                     |
| 29.10.2014  | Mō ichi do もう一度                                                                    | YKBX                                                  |
| 29.10.2014  | Ana wo hotte iru 穴を掘っている “Digging holes”                                        | Kei’ichi Motoyama 本山敬一, Hiroki Ōno 大野大樹       |
| 18.02.2015  | Kisetsu wa tsugi tsugi shinde iku 季節は次々死んでいく ”Seasons die one after another” | Kei’ichi Motoyama 本山敬一, Ukyō Inaba 稲葉右京       |
| 13.02.2015  | Jigyakka no arī 自虐家のアリー                                                         | –                                                     |
| 13.02.2015  | Mudai 無題                                                                             | YKBX                                                  |
| 19.08.2015  | Spīdo to masatsu スピードと摩擦 “Speed and Friction”                                   | Kei’ichi Motoyama 本山敬一                            |
| 19.08.2015  | Namae 名前 (Short Version.)                                                            | Ton Makino 牧野惇                                     |
| 24.02.2016  | Tasūketsu 多数決                                                                       | YKBX                                                  |
| 24.02.2016  | Ending Theme                                                                           | Kei’ichi Motoyama 本山敬一                            |
| 12.10.2016  | Kyomu-byō 虚無病                                                                       | –                                                     |
| 22.02.2017  | Inochi ni fusawashii 命にふさわしい                                                    | Kei’ichi Motoyama 本山敬一, Ukyō Inaba 稲葉右京       |
| 24.03.2017  | Tsujitsuma awase ni umareta bokura つじつま合わせに生まれた僕等 (2017)                 | –                                                     |
| 29.03.2017  | Hero                                                                                   | Hakomori Keisuke 箱守惠輔, Kei’ichi Motoyama 本山敬一 |
| 06.09.2017  | Sora ni utaeba 空に歌えば                                                              | Mitsunori Yokobori 横堀光範, Yūta Okuyama 奥山雄太    |
| 13.12.2017  | Philosophy                                                                             | Yūta Okuyama 奥山雄太, Ukyō Inaba 稲葉右京            |
| 13.12.2017  | Tarareba たられば                                                                      | Yūtarō Kubo 久保雄太郎                                |
| 12.03.2018  | Getsuyōbi 月曜日                                                                       | Katsuhito Oikawa 及川勝仁, Ai Shibata 柴田愛          |
| 07.11.2018  | Living Dead                                                                            | –                                                     |
| 13.02.2019  | Sayonara gokko さよならごっこ (Short Ver.)                                             | –                                                     |
| 05.03.2019  | Sore wo kotoba to iu それを言葉という                                                  | –                                                     |
| 20.11.2019  | Mirai ni narenakatta ano yoru ni 未来になれなかったあの夜に                            | Michibito Fuji 藤井道人                               |
| 05.03.2020  | Todome wo sashite とどめを刺して                                                       | Yūta Okuyama 奥山雄太, Yūdai Maruyama 丸山雄大        |
| 15.12.2020  | Reiwa 2nen "A.D. 2020" 令和二年 "A.D. 2020"                                            | –                                                     |

## Preise und Auszeichnungen
| Jahr | Auszeichnung                       | Kategorie                              | Werk                                 | Ergebnis  |
| ---- | ---------------------------------- | -------------------------------------- | ------------------------------------ | --------- |
| 2010 | 14tes Japan Media Arts Festival    | Entertainment Division                 | Natsu wo matte imashita (Musikvideo) | Gewonnen  |
| 2011 | Festival d’Animation Annecy        | Musik-Video                            | Christmas                            | Nominiert |
| 2012 | 4ter CD-Laden-Preis                | Grand Prix                             | Sennen Kōfukuron                     | Nominiert |
| 2013 | 18te SPACE SHOWER MUSIC AWARDS     | Best Your Choice                       | Love Song                            | Nominiert |
| 2015 | 20te SPACE SHOWER MUSIC AWARDS     | Best Video                             | Ana wo hotte iru                     | Nominiert |
| 2018 | Spikes Asia Festival of Creativity | Digital Craft, Digital, Mobile, Design | The Dystopia Experience              | Gewonnen  |
| 2019 | 59th ACC TOKYO CREATIVITY AWARDS   | Branden Communication                  | The Dystopia Experience              | Gold      |
| 2019 | Clio Entertainment                 | Live Entertainment                     | The Dystopia Experience              | Silber    |
| 2020 | 23tes Japan Media Arts Festival    | Entertainment Division                 | The Dystopia Experience              | Gewonnen  |